# Ulica Jatki w Bydgoszczy
Ulica Jatki w Bydgoszczy – ulica na terenie miasta lokacyjnego Bydgoszczy. Po prawie 50-letniej nieobecności na mapie miasta została otworzona w marcu 2015 roku.

## Położenie
Ulica znajduje się w północnej części Starego Miasta. Rozciąga się na kierunku północ – południe, od Starego Rynku do ul. Grodzkiej. Jej długość wynosi ok. 70 m.

## Historia
Ulica Jatki, mimo że znajduje się na terenie bydgoskiego miasta lokacyjnego, powstała dopiero w połowie XIX wieku. Nie ma jej zarówno na planie Gretha z 1774 r., jak i na planie Lindnera z 1809 r. W XV-XVIII wieku na terenie otaczającym ulicę znajdowała się zabudowa mieszkalna i gospodarcza.
Pierwsze odwzorowanie ulicy Jatki widnieje na planie miasta z 1854 r. Łączyła ona wówczas północno-wschodni narożnik Starego Rynku z ulicą Grodzką, przebiegając na zapleczu kamienic usytuowanych frontem do ul. Mostowej i Podwale. W pełni wykształcona ulica Jatki widoczna jest na planie katastralnym z 1876 r. Jej pierzeje stanowiła przeważnie niskostandardowa zabudowa w postaci oficyn i przybudówek sąsiednich kamienic.
W XIX i I połowie XX wieku po obydwu stronach ulicy znajdowały się kramy z mięsem, a od 1904 r. (po budowie miejskiej hali targowej i przeniesieniu tam handlu mięsem i rybami) – z wyrobami wikliniarskimi.
W 1940 r. władze hitlerowskie rozebrały kwartał zabudowy między ul. Mostową, a ul. Jatki. Po rozebranych budynkach pozostał niezagospodarowany teren. Odtąd pozostała jedynie zabudowa po wschodniej stronie ulicy Jatki, widoczna wówczas ze Starego Rynku i z uczęszczanej ulicy Mostowej.
Ulicę ostatecznie zlikwidowano w latach 1967–1968 r. w związku z budową w narożniku Starego Rynku i ul. Mostowej baru szybkiej obsługi „Kaskada”. W 2008 r. w związku z realizacją wschodniej pierzei ulicy Mostowej oraz planami zburzenia baru „Kaskada”, nie pasującego architektonicznie do zabudowy staromiejskiej, pojawiły się postulaty odtworzenia ulicy Jatki. Zostały one uwzględnione w pracach projektowych dotyczących nowej zabudowy zastępującej "Kaskadę".

### Nazwy
Ulica w przekroju historycznym posiadała następujące nazwy:
- 1876–1920 – Fleichscharren
- 1920–1939 – Jatki
- 1939–1945 – Scharrenstraße
- 1945–1967 – Jatki